# Matteuccia de Francesco
Matteuccia de Francesco (ejecutada en 1428) fue una presunta bruja italiana, conocida posteriormente como la "Bruja de Ripabianca" por el pueblo donde vivía.
Matteuccia fue juzgada en Todi en 1428, acusada de prostituta, de haber cometido profanaciones con otras mujeres y de preparar y vender pociones de amor desde 1426. Confesó bajo tortura haber vendido medicinas y de haber volado a un árbol en forma de mosca en la espalda de un demonio después de haberse untado con un ungüento hecho de la sangre de bebés recién nacidos. Fue juzgada culpable de hechicería y sentenciada a muerte en la hoguera.
Su caso fue uno de los primeros juicios por brujería en Europa, y quizás el primer caso en el que se menciona a una bruja volando en el aire.